# Tupper Lake (Nowy Jork)
Tupper Lake – wieś w Stanach Zjednoczonych, w stanie Nowy Jork, w hrabstwie Franklin.